# August Frohnsdorff
August Frohnsdorff (* 26. November 1825 in Belzig; † 1. Februar 1887 in Höxter) war ein deutscher Bürgermeister und Politiker.
Frohnsdorff, der evangelischer Konfession war, war Stadtsekretär und Sparkassenrendant. 1880–1887 war er Bürgermeister von Höxter. 1884 gehörte er für den Wahlbezirk Minden-Ravensberg und die Städte Höxter und Paderborn dem Provinziallandtag der Provinz Westfalen an. 